# Neolucanus laticollis
Neolucanus laticollis es una especie de coleóptero de la familia Lucanidae.

## Distribución geográfica
Habita en Java (Indonesia).